# Бычки-кораблики
Бычки-кораблики (лат. Nautichthys) — род морских лучепёрых рыб семейства волосатковых из отряда скорпенообразных. Встречаются в северных и восточных водах Тихого океана. Донные рыбы. Максимальная длина тела от 8 (Nautichthys robustus) до 20 см (Nautichthys oculofasciatus). Эти рыбы безвредны для человека и не являются объектами промысла.

## Классификация
На декабрь 2021 года в род включают 3 вида:
- Nautichthys oculofasciatus — Тихоокеанский бычок-парусник
- Nautichthys pribilovius — Короткошипый бычок-кораблик
- Nautichthys robustus — Длинношипый бычок-кораблик